# Gladiovalva
Gladiovalva is een geslacht van vlinders van de familie tastermotten (Gelechiidae).

## Soorten
- G. aizpuruai Vives, 1990
- G. badidorsella (Rebel, 1935)
- G. pseudodorsella Sattler, 1960
- G. rumicivorella (Millière, 1881)